# Rosa tlaratensis
Rosa tlaratensis är en rosväxtart som beskrevs av Sh.A. Guseinov. Rosa tlaratensis ingår i släktet rosor, och familjen rosväxter. Inga underarter finns listade i Catalogue of Life.